# Obléhání Ostřihomi (1543)
Obléhání Ostřihomi probíhalo mezi 25. červencem a 10. srpnem 1543, kdy osmanská armáda vedená sultánem Sulejmanem Nádherným oblehla město Ostřihom v dnešním Maďarsku. Město padlo do rukou Osmanů po dvou týdnech.

## Pozadí
Obléhání bylo součástí bojů mezi Habsburky a Osmany po smrti uherského vládce Jana Zápolského 20. července 1540. Jednalo se o součást období v maďarské historii známého jako „věk války o hrady“. Sulejman dobyl města Budín a Pešť v roce 1541, čímž získal mocenskou kontrolu nad středním Maďarskem. Při této příležitosti byla vytvořena provincie (bejlerbejlik) Budín.
V rámci francouzsko-osmanské aliance poskytli Francouzi této osmanské výpravě do Uher vojenskou podporu: francouzská dělostřelecká jednotka byla vyslána v letech 1543–1544 a připojena k osmanské armádě. Mezitím v oblasti Středozemního moře vyslal Sulejman svého admirála Chajruddína Barbarossu, aby spolupracoval s Francouzi, což vedlo k obléhání Nice.

## Obléhání
Obléhání Ostřihomi následovalo po neúspěšném pokusu Ferdinanda I. Habsburského znovu dobýt Budín v roce 1542. V září 1543 pak následovalo dobytí uherského korunovačního města Stoličného Bělehradu (Székesfehérvár). Dalšími městy, která byla během tohoto tažení dobyta, byly Siklós a Segedín, což mělo zajistit lepší ochranu Budína. Sulejman se však tentokrát zdržel dalšího postupu na Vídeň, pravděpodobně proto, že neměl žádné zprávy o taženích svých francouzských spojenců v západní Evropě a ve Středomoří.
Po úspěšném osmanském tažení bylo v roce 1545 prostřednictvím francouzského krále Františka I. uzavřeno první roční příměří s císařem Karlem V. Sulejman sám měl zájem na ukončení bojů, protože vedl současně tažení proti Persii v rámci osmansko-safíovské války. O dva roky později Ferdinand a Karel V. uznali úplnou osmanskou kontrolu nad Uherskem v mírové Adrianopolské smlouvě a Ferdinand dokonce souhlasil s placením ročního tributu ve výši 30 000 zlatých florinů za habsburská území v severním a západním Uhersku.
Po těchto dobyvatelských taženích zůstala střední část Uherska pod osmanskou kontrolou až do roku 1686.

## Galerie

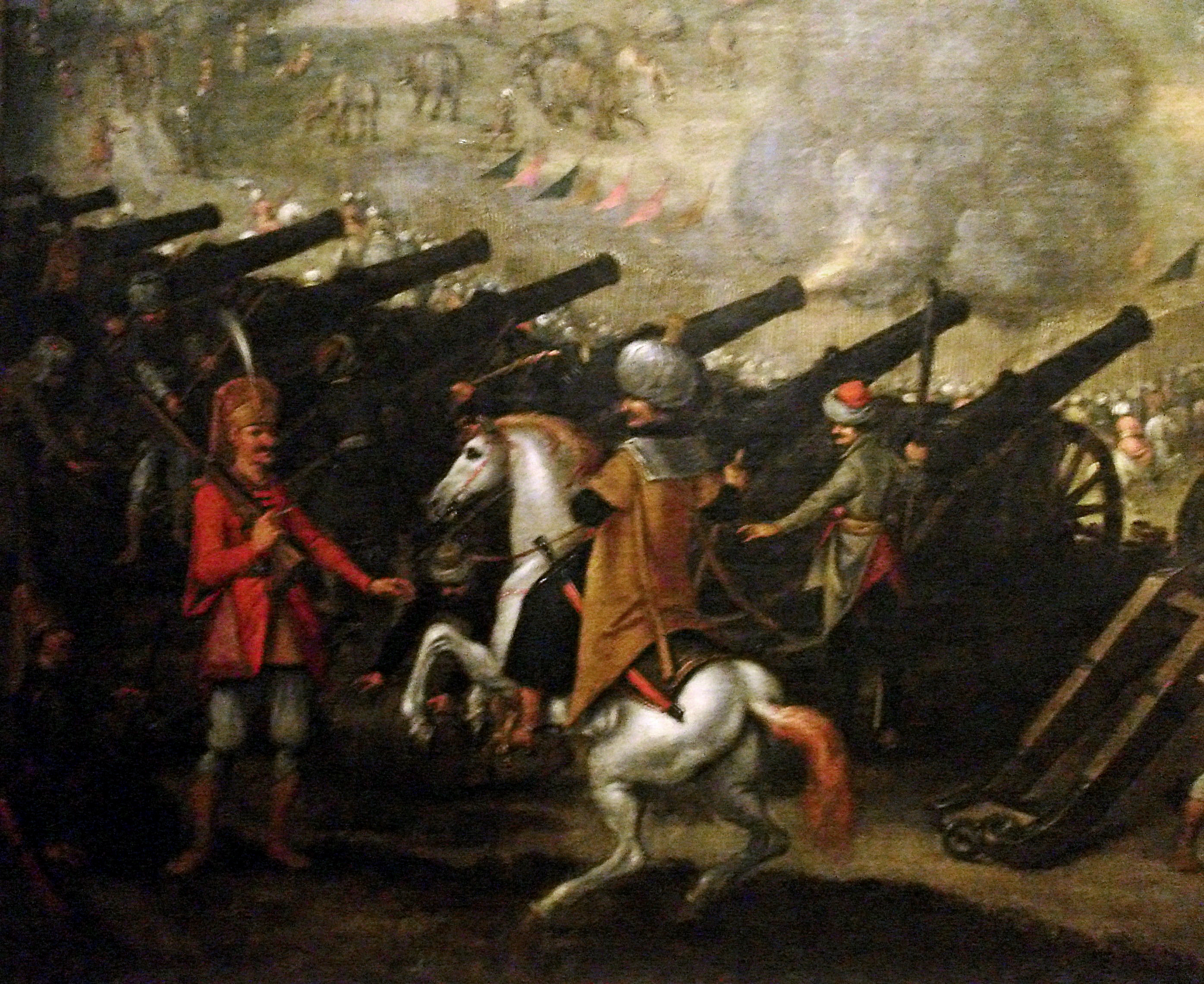
Dělostřelecké baterie při obléhání Ostřihomi v roce 1543 (detail)
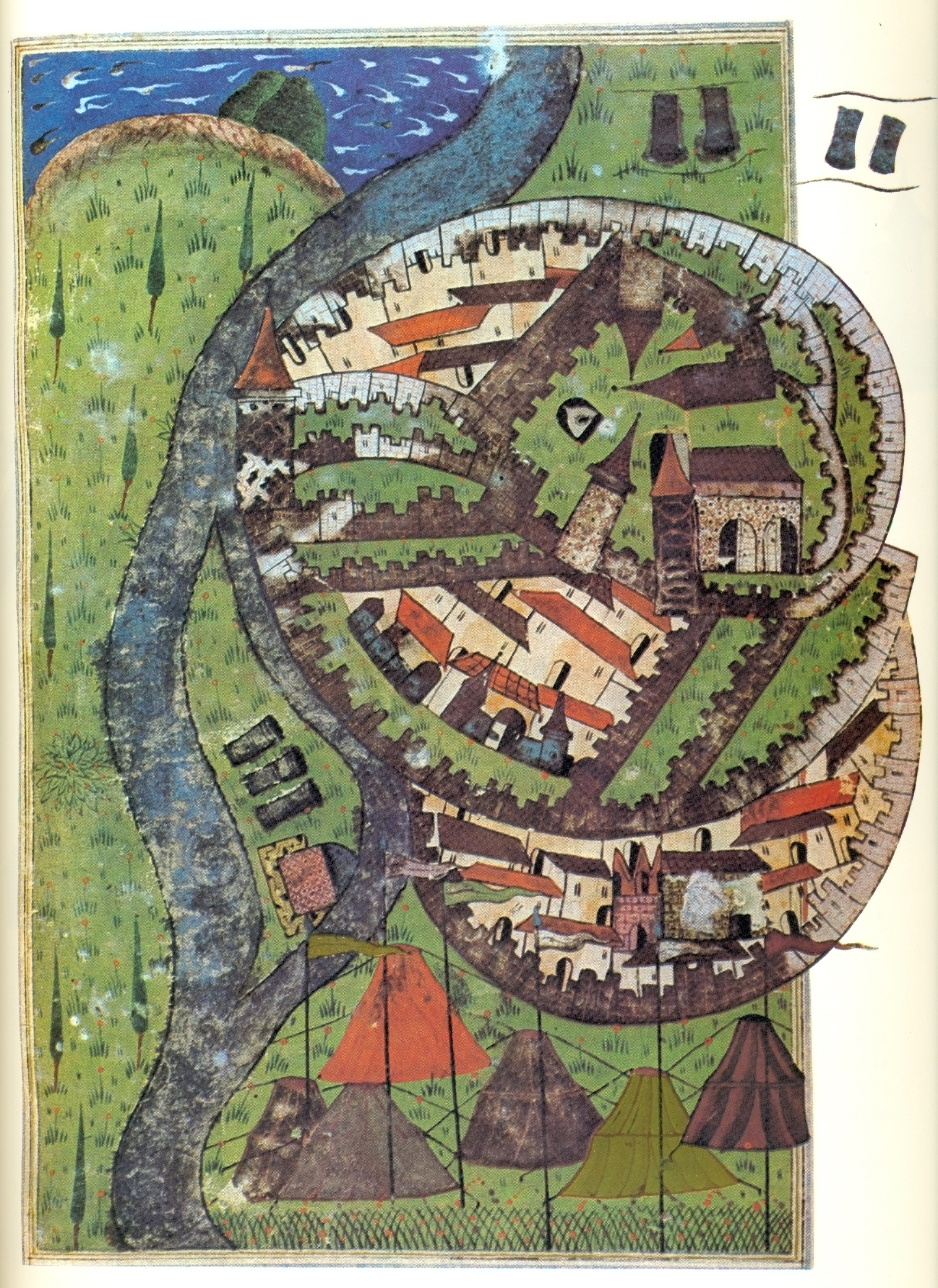
Ostřihom v roce 1543 na turecké miniatuře
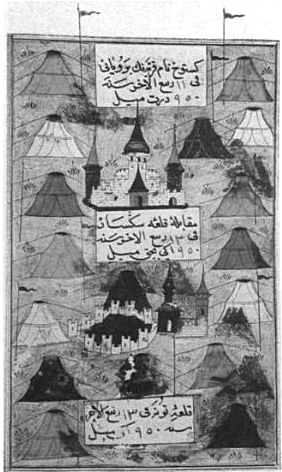
Etapy a vzdálenosti k pevnosti Ostřihom (osmanský tisk)
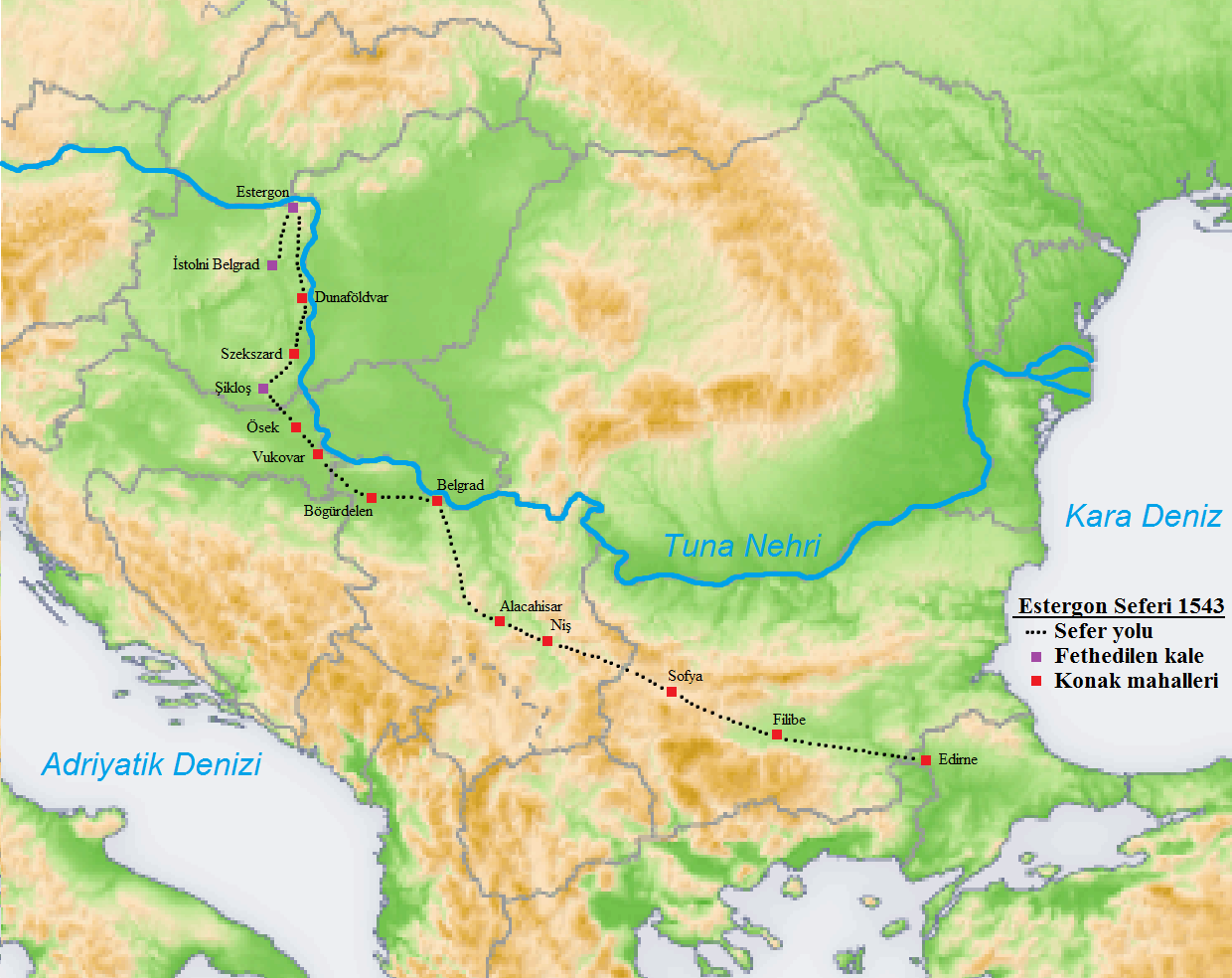
Trasa tažení osmanské armády